# Wolfgang Maria Ohlhäuser

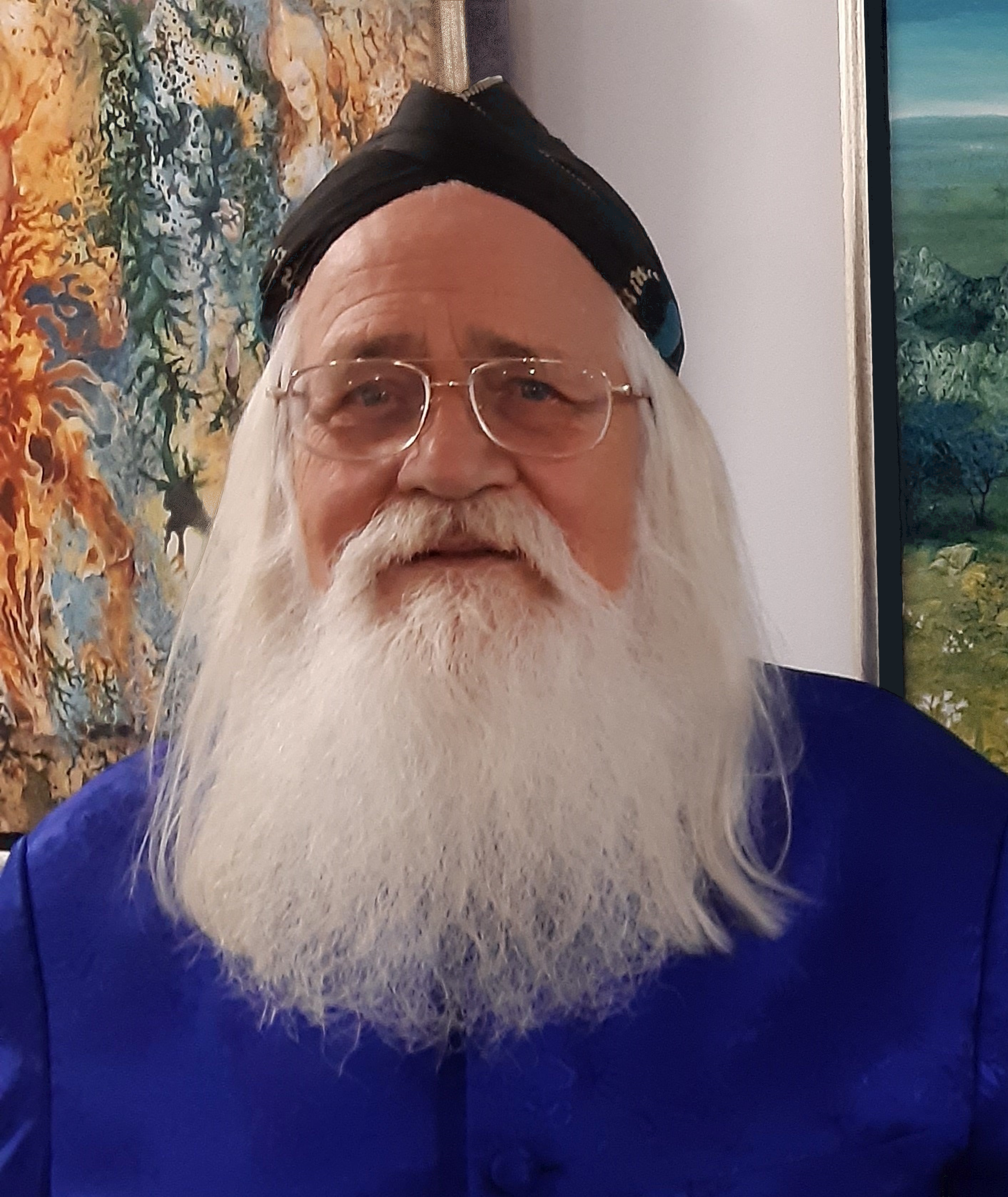
Wolfgang Maria Ohlhäuser 2019

Wolfgang Maria Ohlhäuser (geboren 6. Dezember 1941 in Stuttgart-Bad Cannstatt) ist ein deutscher Kunstmaler.

## Leben und Wirken
Wolfgang Ohlhäuser ist ein Sohn des Bildhauers Walter Ohlhäuser und dessen Frau Helene (geb. Deichmann).
Von 1956 bis 1959 ließ er sich zum Grafiker ausbilden und 1967 wurde er freischaffender Grafiker in Mannheim. Seit 1973 wohnte er im Raum Heidelberg, begann 1975 als Kunstmaler und spezialisierte sich auf die altmeisterlichen Maltechniken Harzöllasur und Eitempera. Auf dem Festival Bildender Künstler UNESO-Sopot-Danzig 1978 erhielt Ohlhäuser die Bronzemedaille. 1982 bekam er ein Stipendium der Kunststiftung Baden-Württemberg. Seit 1993 bis 2020 hatte er jedes Jahr z. T. mehrfach Lehraufträge an den Kunstakademien und Universitäten in Nepal und Thailand, so an der Tribuhvan University in Kathmandu-Nepal, am College of Fine Arts in Ladkrabang-Bangkok und am Department of Fine Arts in Phuttamonthon-Bangkok.
Er wohnte von 1987 bis 2010 im Schloss Langenzell. Er hatte in einem oberen Stockwerk sein Atelier und konnte unten Räume für Kunstausstellungen nutzen. 2010 entschied er sich für einen Umzug nach Weinheim an der Badischen Bergstraße.
Regelmäßige Reisen führten ihn nach Nepal und Tibet, wo er ausgedehnte Bergwanderungen machte, sowie nach Thailand, wo er häufig viele Monate verbrachte. Nach seiner jeweiligen Rückkehr nach Langenzell vertiefte er sich in das Malen der auf den Reisen gesehenen Landschaften und der darin lebenden Menschen.

## Gemälde
Fast alle seine Gemälde befinden sich im Privatbesitz oder im Besitz von Museen, Akademien, Universitäten und Botschaften, u. a. im Besitz des Landes Baden-Württemberg, der Städte Karlsruhe, Stuttgart, Mannheim, Bangkok, der Kunsthalle Mannheim, Goethe-Institut Kathmandu (Nepal), Gallery Ban-Phuan-Bankabi (Thailand), Museum College of Fine Arts (Suphanburi, Thailand), Ministerium für Wissenschaft und Kunst (Stuttgart), Arbeitsamt (Heidelberg), Regierungspräsidien in Tübingen, Stuttgart, Karlsruhe, Botschaft des Königreiches Thailand (Bonn), Kulturamt der Stadt Heidelberg und Kulturamt Rhein-Neckar-Kreis.
Verehrung der Natur, eine besondere Beziehung zwischen Natur und Mensch, Naturalistisches und Visionäres, Magischer Realismus und Surrealismus sowie eine filigrane Wiedergabe von Details in großen Gemälden verbinden sich in seinen Kunstwerken.

„Die Werke von Wolfgang Maria Ohlhäuser führen zum Wesen und zum Wesen der Natur - spiegeln Sichtbares, lassen Unsichtbares erahnen. Mit der Malkunst alter Meister wagte er bereits seit 50 Jahren den Sprung ins Surreale - verschmilzt dies mit dem Realen, schafft neue Realität. Wolfgang Maria Ohlhäuser ist auch ein Brückenbauer zwischen diesen - vielleicht auch zwischen fremden Welten, ebenso zwischen dem für das Östliche fremde Westliche. Vielen Künstlern rund um die Region des Himalaya, dem „Ort des Schnee“ ist er Vorbild, viele hat er in dortigen Akademien und Hochschulen ausgebildet.
In einer … Zeit, in der das Geschenk der Schöpfung – „Mutter Natur“ – … ge- und zer-stückelt wird, schafft Wolfgang Maria Ohlhäuser mit seinen Landschaften Orte, die uns zu Paradiesen der Seele und Sinne werden.“

## Ausstellungen
Seit 1969 gab es zahlreiche Einzel- und Gruppenausstellungen in Deutschland, in der Schweiz, Frankreich, Italien, im Libanon, Jordanien, Syrien, dann in Thailand, Singapur, Yogyakarta Indonesien, in Kathmandu Nepal und weiterhin in vielen deutschen Städten und Kulturzentren. Seine erste Einzelausstellung 1969 war in Mannheim. In den folgenden Jahrzehnten waren seine Gemälde jedes Jahr auf mehreren Ausstellungen zu sehen, von denen hier nur eine Auswahl genannt wird:
- 1986 „Pfälzische Phantasten: Wege der Kunst nach Hieronymus Bosch“ beim Kunstverein Landau.
- 2006 „Meister der Zwischen- und Seelenwelten. Werke der Ars phantastica“, Kunstverein Landau.
- 2006 Einzelausstellung „Andere Wirklichkeiten“, Kunstverein Buchen;
- 2009 Einzelausstellung „Der Tiger trifft den Jaguar“ beim Schamanen-Kongress, Nepal-Dhulikhel.
- 2011 Einzelausstellung „Wanderer ferner Welten“, Villa Meixner, Brühl/Baden.
- Juli 2011 in der Galerie „KunstMaßnahmen“ in Heidelberg.
- 2013 „art imaginär 2013“, Herrenhof Mußbach, Neustadt a.d. Weinstraße
- 2016 Einzelausstellung „Wanderer ferner Welten als Ausstellung zum 75. Geburtstag“ in Ladenburg, Kreisarchiv Rhein-Neckar-Kreis, Ladenburg.[5]
- 2022 Einzelausstellung „Phantasie und Imagination“ im Kreisarchiv Ladenburg.[8]